# 愛 燃える -呉王夫差-
宝塚ロマン『愛 燃える－呉王夫差－』（あいもえる ごおうふさ）は、宝塚歌劇団雪組によって上演された舞台作品。20場。2001年10月5日～11月12日（新人公演は10月23日）に宝塚大劇場で、2002年1月2日～2月11日（新人公演は1月22日）に東京宝塚劇場で上演された。伴演作はロマンチック・レビュー『Rose Garden』。

## 概要
中国の春秋戦国時代、謀反と野望渦巻く呉の王城を舞台に、呉王夫差が越王勾践のわなにはまる形で西施におぼれ、国を滅ぼしていく姿を、夫差と西施の恋物語として描いた。
轟悠の雪組トップとしての最後の主演作品であり、娘役トップの月影瞳のさよなら公演となった。

## 主な配役
※「（　）」の人物は新人公演
- 呉王夫差[1][2]：轟悠（壮一帆）
- 西施[1][2]：月影瞳（紺野まひる）
- 范蠡[1][2]：絵麻緒ゆう（音月桂）
- 伍封[1][2]：朝海ひかる（天勢いづる）
- 王孫惟[1][2]：貴城けい（蒼海拓）
- 伯嚭[1][2]：星原美沙緒（麻愛めぐる）
- 婉華[1][2]：紺野まひる（白羽ゆり）
- 張良：未来優希

## 専科所属の出演者
- 星原美沙緒[1]

## スタッフ
※スタッフ名の後ろに「宝塚」、「東京」の文字がなければ、両劇場共通のスタッフ。
- 作・演出：酒井澄夫[1]
- 演出（新人公演）：木村信司[1]
- 作曲・編曲：吉田優子[1]・鞍富真一[1]
- 音楽指揮：岡田良樹（宝塚[1]）、大谷木靖（東京[2]）
- 振付[1]：花柳芳次郎・若央りさ
- 殺陣：清家三彦[1]
- 装置：関谷敏昭[1]
- 衣装：有村淳[1]
- 照明：勝柴次朗[1]
- 音響：加門清邦（宝塚[1]）、切江勝（東京[2]）
- 小道具：伊集院徹也[1]
- 効果：扇野信夫[1]
- 演技指導：美吉左久子[1]
- 京劇所作指導：袁英明[1]
- 演出補：木村信司[1]
- 振付助手：朝みち子[1]
- 装置補：広森守[1]
- 衣装助手：川崎千絵[1]
- 小道具補：谷田祥一[1]
- 舞台進行：表原渉[1]
- 舞台美術製作：株式会社 宝塚舞台[1]
- 演奏：宝塚オーケストラ（宝塚[1]）
- 演奏コーディネート：株式会社 ダット・ミュージック(東京[2]）
- 制作：村上信夫[1]
- 後援：中華人民共和国駐日本国大使館[1]